# Liste der Naturschutzgebiete im Landkreis Eichsfeld
Im Thüringer Landkreis Eichsfeld gibt es sechs Naturschutzgebiete.

## Liste
| Name des Gebietes                                  | Bild           | Kennung | WDPA   | Landkreis / Stadt   | Beschreibung / Bemerkungen | Standort | Fläche in Hektar | Datum der Verordnung |
| -------------------------------------------------- | -------------- | ------- | ------ | ------------------- | -------------------------- | -------- | ---------------- | -------------------- |
| Bodenstein                                         | weitere Bilder | 006     | 14481  | Landkreis Eichsfeld |                            | Position | 133,5            | 1961                 |
| Grenzstreifen zwischen Teistungen und Ecklingerode | weitere Bilder | 454     | 318461 | Landkreis Eichsfeld |                            | Position | 147,7            | 2000                 |
| Hasenwinkel bei Fretterode                         | weitere Bilder | 008     | 163549 | Landkreis Eichsfeld |                            | Position | 6,2              | 1939                 |
| Ibenkuppe                                          | weitere Bilder | 066     | 163843 | Landkreis Eichsfeld |                            | Position | 29,2             | 1997                 |
| Kelle – Teufelskanzel                              | weitere Bilder | 194     | 164048 | Landkreis Eichsfeld |                            | Position | 200,2            | 1996                 |
| Lengenberg                                         | weitere Bilder | 007     | 164430 | Landkreis Eichsfeld |                            | Position | 26,6             | 1961                 |